# M107 (天体)
座標:  16h 32m 31.86s, −13° 03′ 13.6″
M107 (NGC 6171) はへびつかい座にある球状星団。

## 概要
メシエ天体の中では最も遅くに発見されたものとされる。
まばらだが小さく双眼鏡では星雲状に見える。へびつかい座には7つのメシエ天体があり、その全てが球状星団であるが、他の球状星団と比べると微かである。アメリカのアマチュア天文家ジョン・マラスは「（口径）10cmで個々の星が見え、外側部はザラザラとした感じで、中心部は楕円形」とした。通常は口径20cmの中倍率でようやく周辺の微星が見え始める。口径30cmでも中心部が星に分かれない。中心部まで星に分離するには口径40cmの望遠鏡を必要とする。

## 観測史
1782年4月にピエール・メシャンが発見した。1784年に刊行されたメシエカタログの第3版には記載されていなかったが、1947年にヘレン・ソーヤー・ホッグによってM105、M106とともにメシエカタログに加えられた。
当初カタログに記載されなかったことからメシャンの発見は世に知られず、1793年5月12日にウィリアム・ハーシェルも独立で発見している。ハーシェルは「非常に美しく、星数が多く密集し、径5'～6'。中心部にむかって次第に星の密集度が高くなってくる。5個の明るい星がまわりにみえる」とした。